# Mary-Dell Chilton
Mary-Dell Chilton (Indianápolis, Indiana, 2 de febrero de 1939) es una de las fundadoras de la biotecnología moderna en plantas.

## Biografía

### Formación académica
Chilton estudió en una escuela privada los primeros años. Completó su licenciatura y doctorado en Química en la Universidad de Illinois en Urbana-Champaign. Más tarde completó su trabajo postdoctoral en la Universidad de Washington.

### Carrera investigadora
Chilton enseñó e investigó en la Universidad de Washington en St. Louis. Mientras trabajaba en la facultad, durante la dácada de 1970 y principios de los 1980, llevó a cabo una investigación colaborativa que produjo las primeras plantas transgénicas.
Chilton fue la primera en demostrar, en 1977, la presencia de un fragmento del plásmido Ti de Agrobacterium en el ADN nuclear de tejido de agallas de cereales. Su investigación en Agrobacterium también mostró que los genes responsables de causar enfermedades podían eliminarse de la bacteria sin que eso afectase a su capacidad para insertar su propio ADN en células vegetales y modificar el genoma de la planta. Chilton describió los pasos que había seguido para desmontar el plásmido bacteriano responsable de la transferencia de ADN. Junto a sus colaboradores, produjo las primeras plantas modificadas genéticamente usando Agrobacterium portador del plásmido Ti desarmado (1983). En alguna ocasión recibió el nombre de "Reina del Agrobacterium".
Chilton es coautora de más de cien publicaciones científicas. Es una Distinguished Science Fellow en la empresa Syngenta Biotechnology, Inc. Comenzó su carrera en el mundo empresarial en 1983 con CIBA-Geigy Corporation (una empresa del grupo Syngenta).

## Premios y reconocimientos

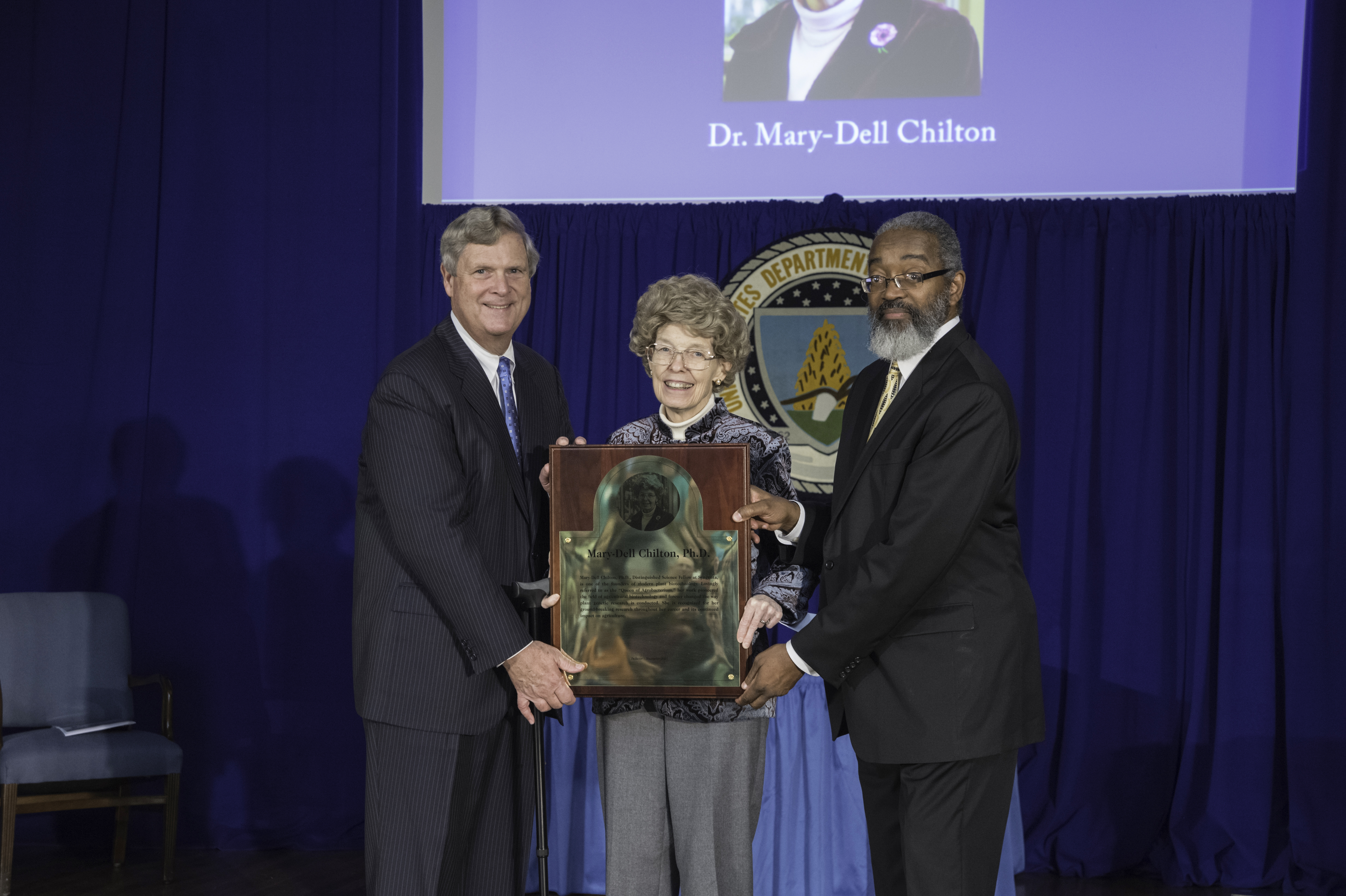
Entrega de la placa del Salón de los Héroes a la Doctora Chilton. Washington D. C., noviembre de 2015.

Por su trabajo con Agrobacterium tumefaciens, fue reconocida con el doctorado Honoris-Causa por la Universidad de Louvaine, la John Scott Medal de la ciudad de Philadelphia, su ingreso en la United States National Academy of Sciences y la Benjamin Franklin Medal en ciencias de la Vida del Instituto Franklin.
Fue condecorada con el premio Presidencial de la organización Crop Science Society of America en 2011.
En reconocimiento a sus abundantes logros, en 2002 Syngenta anunció la creación del Centro Mary-Dell Chilton – un centro de conferencias y administrativo que se añadió a las instalaciones de la empresa en el Research Triangle Park, en Carolina del Norte.
En junio de 2013, fue nombrada candidata al World Food Prize.
En 2015, Chilton fue elegida para el National Inventors Hall of Fame.